# Pic de l'Estanyó
Pic de l'Estanyó är en bergstopp i Andorra. Den ligger i den centrala delen av landet. Toppen på Pic de l'Estanyó är 2 915 meter över havet.
Pic de l'Estanyó är nen högsta punkten i trakten.
I trakten runt Pic de l'Estanyó förekommer i huvudsak kala bergstoppar och gräsmarker.